# 相馬御厨
相馬御厨（そうまみくりや）は現在の茨城県取手市、守谷市、千葉県柏市、流山市、我孫子市のあたりにあった中世の寄進型荘園の一つ。「御厨（みくりや）」は皇室や伊勢神宮、下鴨神社の領地を意味する。相馬御厨は伊勢神宮の荘園。

## 概説
千葉常重によって成立した相馬御厨は伊勢神宮に寄進されたが、藤原親通や源義朝から脅かされる。千葉常胤はこれを回復し、再度伊勢神宮に寄進するが、平家政権になると、佐竹義宗に奪い取られてしまう。これを奪回するために、千葉常胤は源頼朝を利用した。相馬御厨をめぐる攻防が、治承・寿永の乱の原動力の1つとなった。
相馬御厨は在庁官人が在地領主に変貌していく過程で、国司や目代と激しく対立したこと。在地領主層が脆弱な地位を守るために寄進を行ったこと。寄進による保護にも限界があり、鎌倉幕府の成立へとつながって行ったことの例示としてよく取り上げられる。

## 相馬御厨の成立
天治元年（1124年）6月、千葉常重（千葉氏の祖）は上総氏の当主である平常晴から相馬郡を譲られて、10月には相馬郡司となった。そして6年後の大治5年（1130年）6月11日、常重は自らが地主職を務める「相馬郡布施郷」（大雑把に茨城県北相馬郡）を伊勢神宮に寄進し、その下司職となる。
その寄進の内容は、
- 「地利の上分」（田1段（反）につき1斗5升、畠1段につき5升、当時としてはかなりの高率）と、「土産のもの」（雉100羽、塩曳き鮭100尺）を、伊勢神宮に納める
- その半分を口入りの神主（領家に相当）・荒木田延明がとり、半分を供祭料の名目で一の禰宜元親（本家に相当）が取る
- 在地において仲介の役を果たした散位源友定を「預所」とする
- 常重は下司職となると同時に、「地主」として「田畠の加地子」を取る権利を認められ、常重の下司職と権利は子孫に相伝される

というもの。この御厨は、同年8月に下総守（藤原親通）の庁宣によって正式に認められた。

## 下総守藤原親通の横槍
保延2年（1136年）7月15日、下総守の藤原親通が千葉常重を逮捕・監禁するという事件が起きる。理由は相馬郡の公田からの官物が国庫に納入されなかったというもので、おそらくは過去に遡って数年分であったろうといわれる。藤原親通は千葉常重から相馬郷・立花郷の両郷を官物に代わりに自分に進呈するという内容の新券（証文）を責め取って、私領としてしまう。後述の千葉常胤の寄進状にある「其後国司藤原朝臣親通在任之時、号有公田官物未進、同二年七月十五日、召籠常重身経旬月之後、勘負准白布七百弐拾陸段弐丈伍尺五寸、以庁目代散位紀朝臣季経、同年十一月十三日、押書相馬立花両郷之新券恣責取署判、妄企牢籠之刻」のくだりがこれに相当する。

## 源義朝の介入
更に康治2年（1143年）に介入してきたのが源義朝（頼朝の父）であった。源義朝はこのころ上総国の上総常澄の処に居た。上総常澄は平常晴の息子だが、父親とは折り合いが悪かった。そのため千葉常重が養子になり、相馬郡を譲られた。義朝は上総常澄の「浮言」を利用して、千葉常重から相馬郡（または郷）の圧状を責め取る。 そして、「大庭御厨の濫妨」の翌年の天養2年（1145年）3月、義朝は、その相馬郷を避状（さがりじょう）の提出するという形で伊勢内宮外宮に寄進する。
源義朝と藤原親通の利害関係はよく判らないが、藤原親通が摂関家に従属する位置にあったので、大殿・藤原忠実の権威を利用して押さえたという説がある。

## 千葉常胤の反撃
常重の子・千葉常胤は必死で立ち向かう。
久安2年（1146年）4月に、千葉常胤はまず下総国衙から官物未進とされた分について「上品八丈絹参拾疋、下品七拾疋、縫衣拾弐領、砂金参拾弐両、藍摺布上品参拾段、中品五拾段、上馬弐疋、鞍置駄参拾疋」を納めた。結果、「其時国司以常胤可令知行郡務」と相馬郡司職を回復。相馬郷を「且被裁免畢」で取り戻した。しかし立花郷は戻ってこなかった。立花郷は相馬郷や千葉荘から東に遠く離れた太平洋側にある。
相馬郡司の地位と相馬郷を回復した常胤は、8月10日、改めて相馬郡（郷？）を伊勢神宮に寄進した。すでに天養2年（1145年）3月、源義朝による寄進があったが、千葉常胤は「親父常重契状」の通り、領主・荒木田神主正富（伊勢内宮神官）に供祭料を納め、加地子・下司職を千葉常胤の子孫に相伝されることの新券を伊勢神宮へ奉じた。

## 北相馬と南相馬
源義朝と千葉常胤が寄進した相馬御厨は場所が異なる為、義朝は紛争を「調停」しただけとする説もある。
相馬御厨の境界（四至）は、千葉常重や源義朝（ほぼ同じ）より南（小野上大路まで）だけ大きく広がっていた形跡がある。かつての寄進地は茨城県北相馬郡近辺であったが、千葉県南相馬郡側に広がり、東西7km、南北20km（推定）に及ぶ広大な地域となっていた。保延2年（1136年）以降、常胤一族は必死になってその南部を開発していたのかもしれない。一方、北相馬は上総氏の領分で、上総常澄の子、相馬常清が源義朝から管理を任されていた可能性がある。
しかし千葉常胤は、源義朝を侵略者の一人と感じていたようだ。千葉常胤の寄進状には「源義朝朝臣就于件常時男常澄之浮言、自常重之手、康治二年雖責取圧状之文」とある。また源義朝はその段階では棟梁などではなく、同じレベルで領地を奪おうとしたという説がある。源義朝が相馬御厨を寄進し、現地での徴税を請負をしていた以上、単なる書類上のことだけではなく、事実上の支配があったと考えられるからである。その一方で、この寄進状の中において藤原親通の意向を受けて紀季経が千葉常重から責め取ったのが「押書」であるのに対して、源義朝が千葉常重から責め取ったのが「圧状」とされているのも注目される。押書も圧状も作成者に強制的な履行を強いるための契約文書であるが、押書は合法的な契約文書としての性格を有しており、常胤も後日国衙が主張する債務（官物未進分）を国庫（国衙の倉庫）に納めているのに対して、圧状は違法な文書として作成者はその効力の否定を主張することができ、当時の訴訟においても圧状とされた文書の証拠能力は否定されるものであった。後に義朝が神威を恐れて伊勢神宮に寄進を行った際に、神宮側が義朝の寄進の根拠にしようとした常重作成の文書を違法な圧状とみなして、同状を根拠とした神への寄進を拒んだ。その結果、伊勢神宮から相馬御厨に対する権利を認められなかった義朝は自己の権利主張を放棄する避状を提出せざるを得なかったとみられている。
その後、千葉常胤と源義朝の間でどういう決着を見たのかは不明であるが、保元の乱では千葉常胤は源義朝の率いる関東の兵の中に、上総常澄の子広常とともに名が見える。このことから、千葉常胤が、源義朝の傘下に入ることによって千葉常胤は領地の保全を図ったとの見方も可能である。

## 佐竹義宗による強奪
平家政権下の永暦2年（1161年)正月、佐竹義宗（佐竹隆義の次兄）が相馬御厨を寄進するという事件が起きる。
佐竹義宗が前下総守藤原親通が持っていた新券（証文）を親通の次男・親盛から入手し、奪いとったのである。佐竹義宗の寄進状には「自国人平常晴今常澄父也、手譲平常重并嫡男常胤、依官物負累、譲国司藤原親通朝臣、彼朝臣譲二男親盛朝臣、而依匝瑳北条之由緒、以当御厨公験、所譲給義宗也、然者父常晴長譲渡他人畢所也」とある。
これを知った千葉常胤も翌2月に再度伊勢神宮に寄進の意向を示した。そもそも藤原親盛から譲り受けた新券（証文）はとっくに無効になっていたはずだが、藤原親盛の娘は平重盛の側室だった。
伊勢神宮も常胤に味方しなかった。最初こそ、常胤側の領主となっていた禰宜荒木田明盛（正富の一族）と義宗側の領主となっていた禰宜度会彦章の対立が生じた。しかし佐竹義宗が伊勢神宮に供祭料を負担して寄進状の約束を果たしたことが評価され、長寛元年（1163年）に佐竹義宗の寄進を是とする宣旨が出された。永万2年6月18日には、常胤側の荒木田明盛が度会彦章に度会彦章の主張を認めることを示す契状を提出、仁安2年6月14日付で和与状が作成された。
和与の成立は決定的だった。当時において和与とは、合意に基づく所領や所職等権利の譲与を指しており、和与に基づく権利の移転は悔返を認めない（『法曹至要抄』）と言う法理があった。この和与によって度会彦章と彼が下司とした佐竹義宗の勝訴が確定。伊勢神宮の権威を利用した法律上の闘争の道は閉ざされた。
後に佐竹義宗は強引に相馬御厨全域を支配した。これに対して、千葉氏や上総氏は大いに反発した。『源義宗寄進状』には「常澄常胤等何故可成妨哉、是背法令、大非常之上、大謀叛人前下野守義朝朝臣年来郎従等 凡不可在王土者也」とある。
一方、上総氏は訴訟の当事者ではなかったために、相馬御厨に関する権利を完全に否定された訳ではなかったが、実際には一族内の内紛や上総本国において平家によって派遣された上総介藤原忠清との争いに巻き込まれ、相馬御厨奪還の動きまでは手が回らなかったとみられている。

## 千葉氏の反撃
治承4年（1180年）石橋山の戦いに敗れた源頼朝が房総に逃れた際、東胤頼の進言により、藤原親通の孫親政を討ち取ったことで房総藤原氏の支配に終止符を打ち、様子見していた上総広常も参陣した。そして、その後富士川の戦いで平家及び平家方として参戦した上総氏当主印東常茂を破り、転じて佐竹合戦で佐竹氏を敗走させた。
『吾妻鏡』では千葉氏が頼朝に加担したのは、累代の源氏の郎等であったからと説明されている。しかし千葉常胤にとっては、源氏は侵略者の一人であり「御恩」を感じるような相手ではない。平家と結んだ房総藤原氏、そして常陸の佐竹氏の侵攻に対して、頼朝を担ぐことによってそれを押し返し、奪い取られた自領を復活する為の起死回生の賭けだったのである。佐竹合戦そのものが佐竹氏を排除を意図した千葉氏や広常が当主となった上総氏によって仕組まれたとする見解すら存在するのである。
佐竹合戦後も相馬御厨を巡る房総平氏内部における千葉氏と上総氏の争いは解決しておらず、相馬常清及びその子定常が常清の兄である上総広常の軍事力を背景として御厨を掌握していた可能性が高い。また、広常自身も下総・常陸国内に進出しようとした形跡もみられる。だが、広常はその軍事力を警戒された源頼朝によって討たれ、その一族は所領を失ったり頼朝や千葉常胤に従属したりした。上総氏の没落後、相馬御厨の支配権も千葉氏が掌握して、後に千葉常胤の次男相馬師常に譲られ、子孫は相馬氏として存続したと通常は解釈されているが、実際にはもう1つの問題を抱えていた。伊勢神宮が佐竹合戦後も仁安の和与状を有効と見做して、佐竹氏（義宗）を正当な給主という立場を鎌倉幕府成立後も変えていなかったことである。そのため、千葉氏は千葉常重が有していた御厨の前身である布施郷の地主職の立場を利用することになる。地主（職）は奈良時代から存在した概念であるが、土地開発のために国司が特定人物を地主職に任じて公領開発を行わせた職であり、その任免権限は下総国の国司・国衙にあったため、先の訴訟および和与とは無関係であった。建久10年3月24日に相馬御厨から伊勢神宮への年貢の上分送状には、在庁官人と推定される「田所伴」「案主散位橘」とともに「地主平」の署判がみられ、相馬御厨の官物沙汰に「地主平」＝平姓千葉氏が関与していたことが判明する。相馬御厨の地頭設置が確認されるのは、嘉禄3年（1227年）のことで当時の地頭は義胤（師常の子）と推定される「相馬五郎」である。相馬御厨における地頭設置時期は不明であるが、千葉常胤－（相馬）師胤－義胤のいずれかが相馬御厨の地頭に任ぜられたと考えられ、これによって千葉氏－相馬氏は相馬御厨の支配権を名実ともに回復したと考えられている。
その後、相馬氏が御厨内の所領を継承していったが、一部は婚姻などを通じて岩松氏や島津氏などにも渡った。なお、伊勢神宮の雑掌が御厨に関わっていたことが、室町時代の応永32年（1425年）まで確認されていることから、その頃まで御厨は存在していたと考えられている。

## 開発領主の位置
この事件は、当時における在庁官人＝開発領主の変貌と、国司＝目代との対立の激しさ、特に在地領主層の弱体と限界を如実に示している。まず開発領主の領地領有とは、郡司、郷司という、役職において国衙から保証されたものだということ。しかしそれが、郡司、郷司という役職において保証されたものである限り、国司側はその任を解く権限を持っており、それは相馬郡において現実に行使された。更にその周囲には他の開発領主が隙あらばと狙っている。
最初の段階では同族の上総常澄、そして源義朝である。そして後には平家の権力を背景に、佐竹氏がその争奪戦に加わった。安定な状態をさらに確実なものにしようと荘園の寄進を行うが、その段階で、自分の直接支配地だけでなく、郷の単位ほどの周辺の公領も切り取って規模を拡大して立荘する。それは、根本私領だけでなく、郡司としての自分の支配、取り分を固定化しようとする行為と考えると解しやすい。
しかしその荘園寄進も、それだけで確実なものではないことは、この相馬御厨、そして大庭御厨の事件の中からも見てとれる。相馬御厨も大庭御厨も、本所の伊勢神宮は必ずしも下司となった寄進主（開発領主）を保護しきれなかった、自分の取り分が確保され、更には増えるのなら、下司職が源義朝でも千葉常胤でも構わなかったということである。